# Star Trek: Csillagösvény
A Star Trek: Csillagösvény (eredeti cím: Star Trek: The Motion Picture, azaz Star Trek: A mozifilm, magyarul nevezték Űrszekereknek is) 1979-ben készült tudományos-fantasztikus film. Az első olyan mozifilm, amely a népszerű Star Trek: Az eredeti sorozat szereplőit vonultatja fel a filmvásznon.
A film készítéséhez alapvető motivációt adott az akkoriban bemutatott sci-fi filmek, elsősorban a Csillagok háborúja, illetve a Harmadik típusú találkozások sikere.
Magyarországon először 1990 augusztusában jelent meg feliratosan videókazettán a Dunafilm forgalmazásában Űrszekerek I címmel. A kiadás egy a 80-as években vetített amerikai TV-verziót tartalmazott, mely 15 perccel hosszabb a moziváltozatnál. A Magyar Televízió az eredeti mozi változatot mutatta be szinkronizáltan 1992-ben Űrszekerek, 1. rész címmel. A második szinkronváltozat szintén a moziváltozathoz készült, ekkor kapta a film a Star Trek – Csillagösvény címet, mely megegyezik a film alapján készült könyv korábbi magyar címével..

## Szereposztás
| Szerep                                   | Színész           | Magyar hangja (1. szinkron) | Magyar hangja (2. szinkron, 1998) |
| ---------------------------------------- | ----------------- | --------------------------- | --------------------------------- |
| James T. Kirk kapitány                   | William Shatner   | Szersén Gyula               | Sörös Sándor                      |
| Spock elsőtiszt                          | Leonard Nimoy     | Nagy Zoltán                 | R. Kárpáti Péter                  |
| Dr. Leonard McCoy hajóorvos              | DeForest Kelley   | Uri István                  | Balázsi Gyula                     |
| Montgomery Scott főgépész                | James Doohan      | Gruber Hugó                 | Wohlmuth István                   |
| Hikaru Sulu kormányos                    | George Takei      | Háda János                  | Koncz István                      |
| Pavel Chekov navigátor, tudományos tiszt | Walter Koenig     | Kerekes József              | Csőre Gábor                       |
| Uhura kommunikációs tiszt                | Nichelle Nichols  | Némedi Mari                 | Mányai Zsuzsa                     |
| Dr. Christine Chapel főnővér             | Majel Barrett     | Miklósi Judit               | Ősi Ildikó                        |
| Janice Rand transzporter főnök           | Grace Lee Whitney | N/A                         | Csomor Csilla                     |
| Ilia hadnagy                             | Persis Khambatta  | Hegyi Barbara               | Majsai-Nyilas Tünde               |
| Willard Decker parancsnok                | Stephen Collins   | Forgács Péter               | Laklóth Aladár                    |
| Klingon kapitány                         | Mark Lenard       | N/A                         | N/A                               |

Megjegyzés: Miután a Star Trek: Az eredeti sorozat bemutatásra került Magyarországon a TV3 csatornán, az ott szinkronizáló színészek hangjával újraszinkronizálták a filmet, amely ekkor kapta a Star Trek – Csillagösvényt címet.

## A történet
|  | Alább a cselekmény részletei következnek! |

Két és fél év telt el azóta, hogy Kirk befejezte ötéves parancsnoki szolgálatát a USS Enterprise-on. Az Enterprise-t felújították, és James T. Kirköt előléptették admirálissá, így ő a Csillagflotta egyik parancsnoka.
Egy masszív energiafelhő formájában megjelenő idegen erőt érzékelnek klingon felségterületen, amely a Föld felé halad. A felhő útja során elpusztít három klingon hajót, és a föderáció Epszilon-9 megfigyelő űrállomását. A flottaparancsnokság úgy dönt, az Enterprise-t bízza meg azzal, hogy kapcsolatba lépjen a jelenséggel.
Kirk admirális átveszi az Enterprise feletti parancsnokságot, ezzel is bosszantva Willard Decker parancsnokot, hisz őt jelölték volna erre a posztra. A régi legénység legtöbb tagjával a fedélzeten az Enterprise elindul, hogy teljesítse a küldetést. Az indulásnál azonban baleset történik, a transzporter meghibásodása miatt a tudományos tiszt meghal. Hiányát azonban pótolja Spock parancsnok, akit később vesznek fel a fedélzetre, mivel a Vulcanon végezte a kolinahr nevű rituálét.
Az Enterprise kapcsolatba lép a felhővel, és megindul a belseje felé, ahol is egy hatalmas idegen űrjárművet találnak. Egy idegen szonda jelenik meg az Enterprise hídján és elrabolja a navigátort, Ilia hadnagyot, akit egy Ilia formájú androiddal helyettesít. Ennek feladata az, hogy a „szén alapú egységeket” tanulmányozza az eddig ismeretlen lény, V’ger utasítására. Decker kétségbeesik Ilia elvesztése miatt (szerelme volt), ám rájön, hogy a droid rendelkezik Ilia emlékeivel.
Mindeközben Spock űrsétára indul, és telepatikus kapcsolatba kísérel lépni a lénnyel. Kísérlete sikerrel jár, és megtudja, hogy V’ger egy élő gépezet.

Kirk leleplezi V’ger kilétét

Az Enterprise végül eléri V'ger központját, és kiderül, hogy V’ger nem más, mint a Voyager 6 űrszonda, amely a Voyager-program részeként készült, és még a huszadik század során lőtték fel a Földről (fikció). A meghibásodott szondát élő robotok faja találta meg, és annak feladatát (információgyűjtés és annak visszajuttatása a teremtőjéhez) úgy értelmezték, mint egy utasítást Istentől. Annak érdekében, hogy a szonda célját („megismerni, ami megismerhető”) teljesíteni tudja, a robotok módosították, és megépítették számára ezt az űrhajót. Az útján annyi információt szerzett, hogy öntudatra ébredt. Azonban ez a sok információ sem tud választ adni azon kérdésekre, amik annyira izgatják: mi létének célja, ki az Isten, mi a magasabb létforma? Úgy gondolja, hogy ezen a kérdésekre csupán teremtője (az emberiség) tud választ adni (azonban nehezen tudja elfogadni, hogy a primitív „szén alapú egységek” lennének a teremtői…)
A film végén Decker és V’ger (Ilia képében) egyesülnek egymással, és egy magasabb létsíkba kerülnek.